# マーカス・ガーベイ

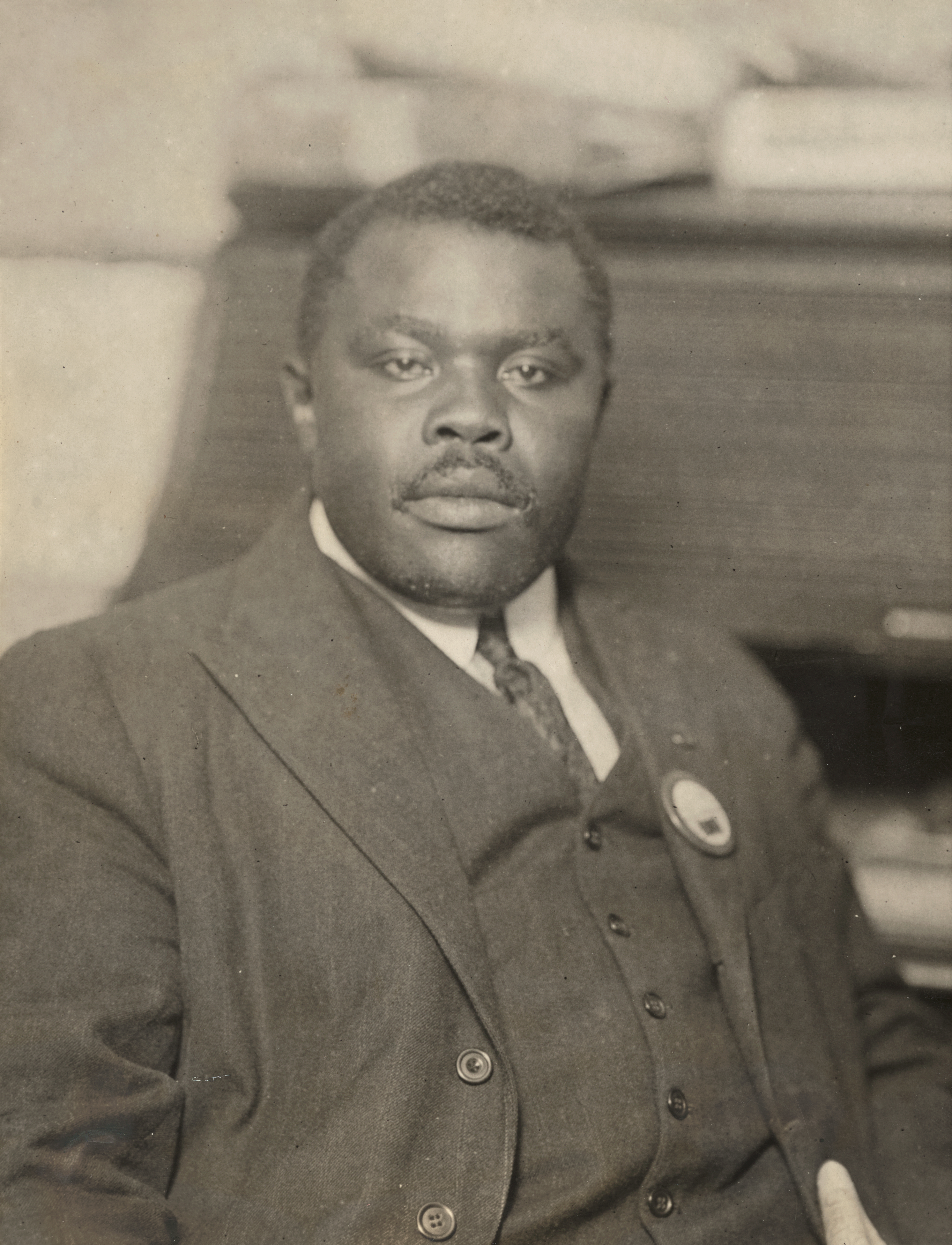
マーカス・ガーベイ

マーカス・ガーベイ（Marcus Mosiah Garvey, 1887年8月17日 - 1940年6月10日）は、黒人民族主義の指導者、ジャーナリスト、企業家。世界黒人開発協会アフリカ会連合(UNIA-ACL)の創設者。ジャマイカの国民的英雄であり、20ジャマイカドル硬貨の肖像になっている。
セント・アン教区で生まれたマーカス・ ガーベイは、ヨーロッパの植民地政策からのアフリカ解放を主張し、アフリカ回帰運動のもっとも重要な提案者として知られている。彼は北米地域において黒人の権利を主張した先駆者であり、後のネーション・オブ・イスラムやラスタファリアニズム、ブラック・パワー・ムーブメントなどにも影響を与えた。

## 生涯
1887年ジャマイカのセント・アンに生まれる。キングストンで印刷工として働いた後、1912年にロンドン（イギリス）に向けて発つ。
そこでデュセ・モハメド・アリの発行する新聞社に勤務しながら、ブッカー・T・ワシントンの著作を読みふけり、時にはハイド・パークのスピーカーズコーナーに立ち、演説をした。
1914年にジャマイカに帰国。世界黒人開発協会アフリカ社会連合（UNIA-ACL）を設立する。
ブッカー・T・ワシントンと文通した後に、ワシントンがアラバマ州タスキーギに設立した、黒人のための職業訓練校と同様の学校をジャマイカに建設する資金を集めるため、ガーベイは1916年3月23日にアメリカ合衆国に向かう。しかし不幸なことに、彼がタスキーギに到着した時、ワシントンは死去していた。
1916年5月9日、ガーベイはニューヨーク市で最初の講演を行い、その後、38州で講演ツアーを行う。これと同時に、黒人の地位を向上させるプログラムを開発するビジネスに着手し、UNIA-ACLの本部をニューヨークに移転させる。貿易会社ブラック・スター・ライン（Black Star Line）社を設立し、事業を拡げ、企業家としての活動を開始する。
1920年8月には、UNIAの会員は400万人に達していた。8月1日、UNIAの国際大会がニューヨークのマディソン・スクエア・ガーデンで開催され、ガーベイの演説を聞くために、25,000人以上の人々が詰めかけた。
1920年、黒人はアフリカに故国を持つべきという信念で、ガーベイはリベリアに大学、工場、鉄道を建設して発展させようと意図したが、1920年代半ばにはヨーロッパ列強のリベリアへの関心から中止させられる。1922年にはKKK（クー・クラックス・クラン）と会談し、アメリカは白人の社会で、アフリカが黒人の社会であると論じたことで、アメリカ合衆国の一部の黒人知識層からはペテン師扱いされることになる。
この後、ブラック・スター・ライン社の不正会計の疑いで、郵便詐欺罪で告発される。これにはアメリカ合衆国の政治的な意図があったとも言われる。1925年にガーベイは投獄されたが、1927年11月には釈放され、そのままジャマイカへ強制送還される。
その後ガーベイは、1929年、ジャマイカで政党PPPを設立。労働者のためのジャマイカでの初の政党となる。1935年にはロンドンへ行き、死ぬまでの5年間を過ごす。
1964年11月、ジャマイカ政府は、ガーベイをジャマイカの国民的英雄に選出した。
ガーベイは、黒人の自立と人種分離主義を唱えていたヒューバート・ハリソンと付き合い始めた。1921年頃、ガーベイは、「民族純化」への信念に傾き、ウオレン・G・ハーディングが自らを混血であることを否定した演説を賞賛した。彼はW・E・B・デュボイスに対して強い敵意を持っていなかったが、以前にブラック・スター・ラインを批判されたことで仲は悪かった。ブラック・スター・ラインは単なる海運会社であり、アフリカ回帰主義とはまったく関連がないというデュボイスの批判は当たっている。実際に保有しているのは、古い形の船舶が2隻だけだった。しかしガーベイ信者は、この船で母なるアフリカへすべての黒人をアフリカに連れ戻してくれる、という誤解を持っていた。これは、ガーベイのカリスマ的な演説によるものだった。
1920年代後半には、デュボイスはガーベイのことを、精神異常者か反逆者と呼ぶほどに敵意をむき出しにするようになった。後にガーベイはデュボイスを起訴するのだが、このことは、ガーベイと全国有色人向上協会(NAACP)との相容れない関係に通じた。それでもなお、デュボイスは汎アフリカ主義の有力な支持者であった。
ガーベイの記憶は世界中で今なお生きている。アフリカ、ヨーロッパ、カリブ海、アメリカ合衆国の学校、大学、ハイウェイ、ビルが彼の名誉にちなんで名付けられている。UNIAの赤、黒、緑の旗は、汎アフリカ色の「黒人解放旗」として採用されている。1980年から、ガーベイの胸像はワシントンD.C.の米州機構の英雄ホールに展示されている。
マルコムXの父親、アール・リトルは、カナダのモントリオールのUNIA大会で、マルコムの母親ルイスに出会った。彼はネブラスカ州オマハのUNIA支部の支部長でもあり、彼の妻ルイスがニグロワールド紙の寄稿者であった時に新聞を販売していた。
クワメ・エンクルマは、ガーナの国営船会社を、ガーベイとUNIAにちなみ「ブラックスターライン」と名付けた。エンクルマはまた、サッカーガーナ代表にも「ブラックスターズ」という愛称を名付けた。
ジャマイカのレゲエ・アーティスト、バーニング・スピアは、彼のアルバム「ガーベイズ・ゴースト」と「マーカス・ガーベイ」を含む、多くの曲でガーベイのことを歌っている。
アフリカ系アメリカ人小説家のラルフ・エリソンは、受賞作「Invisible Man」の作中、ガーベイを基にした西インド諸島の黒人ナショナリストの登場人物を描いた。
ジャマイカへの旅行中、マーティン・ルーサー・キング・ジュニアと、彼の妻コレッタ・スコット・キングは、1965年6月にマーカス・ガーベイの神殿を訪れて献花した。キングはまた、ジャマイカ政府によって発行された最初の人権のためのマーカス・ガーベイ賞を、1968年12月10日、自身の死後に受賞し、キングの未亡人に贈呈された。
ヒップホップの二人組、ブラック・スター（モス・デフとタリブ・クエリ）は、彼らのデビューアルバムの名前をブラック・スター・ラインから取った。
ウィリアム・ギブスンの小説『ニューロマンサー』では、軌道上に住むラスタファリアンの操縦する宇宙船に「マーカス・ガーヴィ」という名がつけられている。

## ラスタファリアニズムとの関係
ラスタファリ運動においては、マーカス・ガーベイを予言者と位置づけ、ヨハネの生まれ変わりであるとさえ信じられている。これは、1920年代にマーカス・ガーベイが「アフリカを見よ。黒人の王が戴冠する時、解放の日は近い」という声明を発表したためである。1930年、エチオピア皇帝にハイレ・セラシエ1世が戴冠したときに、マーカス・ガーベイの予言が的中したと考えられた。初期のラスタファリアニズムは、マーカス・ガーベイのアフリカ回帰運動を元に形成された。マーカス・ガーベイの信念はラスタファリアニズムに大きな影響をあたえ、レゲエの重要なテーマのひとつとなっている（例えばバーニング・スピアのアルバム「マーカス・ガーベイ」など）。
しかし、マーカス・ガーベイ自身はラスタファリアニズムと同調することは一度もなかった。そればかりか、第二次世界大戦前のエチオピアの侵攻について、ハイレ・セラシエ1世に対して批判的でさえあった。